# Kehrichtverwertungsanlage Winterthur
Die Kehrichtverwertungsanlage Winterthur (KVA Winterthur) ist eine Anlage zur energetischen Verwertung von Abfällen in Winterthur. Die jährlich verarbeitete Abfallmenge beträgt 190 000 Tonnen. Durch Wärme-Kraft-Kopplung werden je 20 % des Winterthurer Strom- und Wärmebedarfs durch die KVA gedeckt.

## Geschichte

KVA Winterthur (1967)

Vor der Inbetriebnahme der Kehrichtverwertungsanlage wurde der Abfall der Region in verschiedenen Deponien gelagert. Die KVA nahm 1965 mit zwei Verbrennungslinien ihren Betrieb auf und versorgte neben Winterthur elf weitere Gemeinden. Seit 1971 produziert die KVA mit Dampfturbinen Strom. Die erneuerte Verbrennungslinie 1 wurde 1978 in Betrieb genommen. In einer Volksabstimmung im Jahr 1986 wurde der Bau der neuen Verbrennungslinie 2 mit Rauchgasreinigung beschlossen; 1994 wurde sie in Betrieb genommen. Die Erneuerung der Verbrennungslinie 1 wurde 2007 beschlossen und in den Jahren 2009 bis 2012 durchgeführt. Gleichzeitig wurde die Rauchgasreinigung um eine vierte Stufe zur Dioxin- und Furanabscheidung erweitert. Im Zuge der Umbauarbeiten wurde im Juli 2012 auch der 80 Meter hohe Kamin der KVA abgebrochen und durch neue Schornsteine von 60 Meter Höhe ersetzt. Mit der höheren Temperatur und geringeren Feuchtigkeit der Abgase nach dem Umbau wurden die Phänomene von Dampffahnen und Industrieschnee seltener. Stand 2014 versorgte die KVA Winterthur 52 Gemeinden und verwertete 180 000 Tonnen Abfall pro Jahr.
Seit den 2010er Jahren gab es aussergewöhnlich häufig Brände in der KVA Winterthur, die zu Schäden von 15 Millionen Franken führten. 96 % der Brände in Kehrichtverwertungsanlagen im Kanton Zürich fielen auf die KVA Winterthur. Mitarbeitende der KVA sahen die Ursache der Brände unter anderem in Missmanagement durch den Produktionsleiter.
Eine Erneuerung der Verbrennungslinie 2 mit verbesserter Rauchgasreinigung und Wärmeauskopplung ist geplant. Künftig soll so ein Drittel des Wärmebedarfs von Winterthur gedeckt und 12,6 Kubikmeter Frischwasser pro Stunde eingespart werden. Dem für den Bau notwendigen Kredit in Höhe von rund 293 Millionen Franken stimmte die Bevölkerung im September 2024 zu. Ebenfalls angedacht ist der Bau einer Anlage zur CO2-Abscheidung und -Speicherung.

## Technik
Die Abfälle werden an fünf Abladestellen angenommen und in einem Bunker mit einer Kapazität von 8000 Kubikmetern gelagert. 2011 stammte ungefähr die Hälfte der verbrannten Abfälle aus der Industrie, die andere Hälfte aus Privathaushalten. Von dem Bunker werden die Abfälle auf die zwei Verbrennungslinien mit den folgenden technischen Daten aufgeteilt:
|                          | Verbrennungslinie 1 | Verbrennungslinie 2 |
| ------------------------ | ------------------- | ------------------- |
| Abfalldurchsatz in t/h   | 10,5                | 14                  |
| Inbetriebnahme           | 2012                | 1993                |
| Rostlieferant            | Martin              | Martin              |
| Kessellieferant          | Wulff               | Sulzer              |
| Dampferzeugung in t/h    | 45                  | 56                  |
| Totale Dampfmenge in t/a | 690.000             | 690.000             |
| Dampfdruck in bar        | 43                  | 43                  |
| Dampftemperatur in °C    | 400                 | 400                 |

Die Rauchgase werden in vier Stufen, bestehend aus Elektrofiltern, Rauchgaswäsche und Oberflächenfiltern, gereinigt. Der Anteil des fossilen CO2 relativ zu den gesamten CO2-Emissionen im Abgas hängt von der Zusammensetzung des verbrannten Abfalls ab; 2011 betrug dieser Anteil 45 %. Das Abwasser der Rauchgaswäsche wird vorbehandelt und anschliessend zur Abwasserreinigungsanlage Winterthur-Hard weitergeleitet. Der produzierte Dampf wird für Fernwärme mit einer installierten Leistung von 97 MW genutzt oder durch die MAN-Dampfturbine und den Generator mit einer maximalen Leistung von 22 MW in elektrische Energie umgewandelt.

## Kunst am Bau

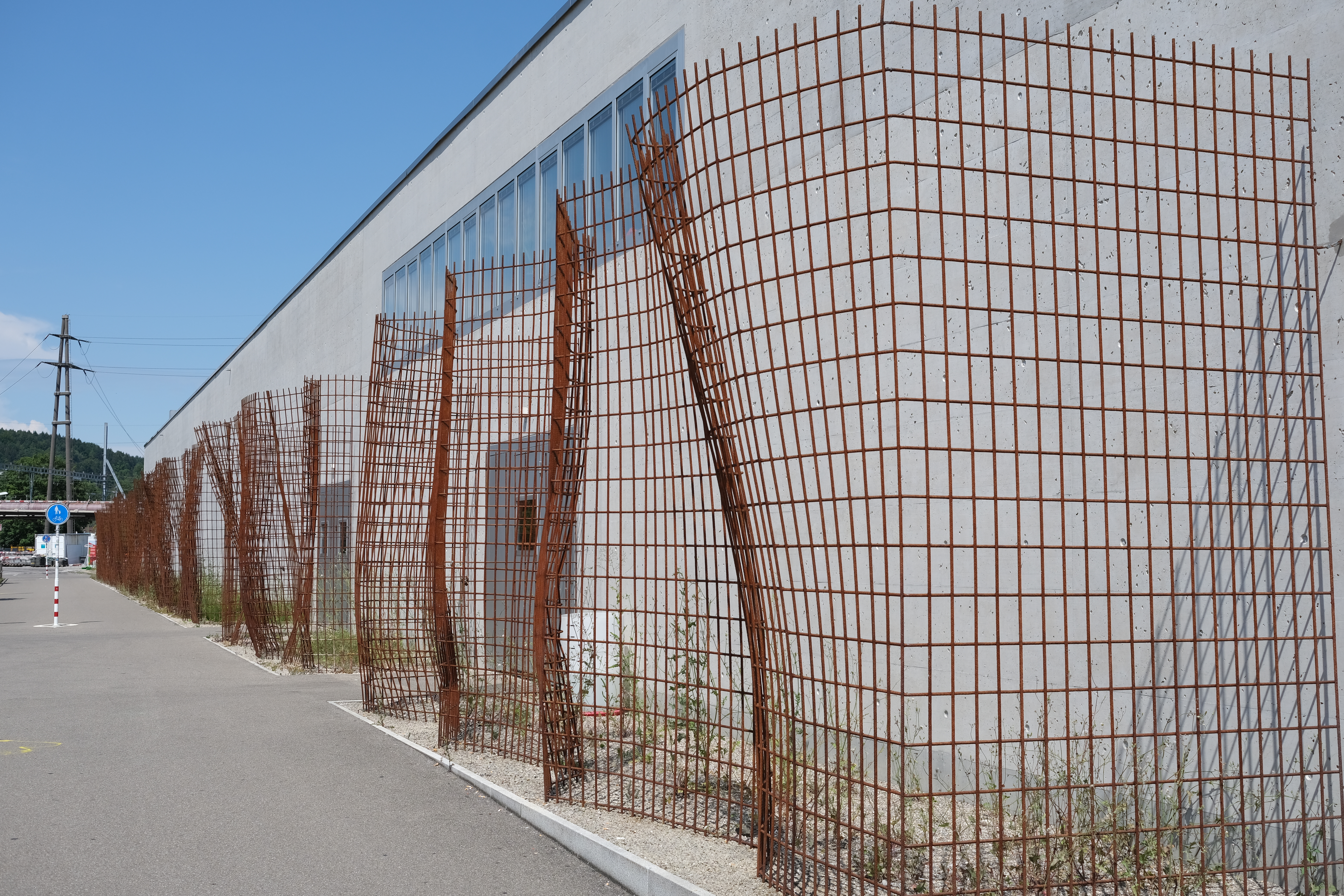
Kerberos am Scheideggweg

Nach der Erneuerung der Verbrennungslinie 1 wurde im Jahr 2013 das Werk Kerberos der Schweizer Künstlerin Katja Schenker an der KVA installiert. Kerberos ist ein 225 Meter langer und 4 Meter hoher Zaun aus verformten Gittermatten, der die KVA an der St. Gallerstrasse und am Scheideggweg einfasst. Der Titel des Werks bezieht sich auf den Höllenhund Kerberos aus der griechischen Mythologie. Das Kunstwerk löste Diskussionen aus, unter anderem wegen der Kosten in Höhe von 380.000 Franken, welche durch die Abfallgebühren finanziert wurden.